# Maria Consolata Collino
Maria Consolata Collino est une escrimeuse italienne née le 9 décembre 1947 à Turin.

## Carrière
Elle dispute les Jeux olympiques d'été de 1972 à Munich, terminant à la quatrième place de l'épreuve par équipes.
Elle remporte la médaille d'argent en fleuret individuel aux Jeux olympiques de 1976 à Montréal ; elle est aussi cinquième de l'épreuve par équipes.